# Nakayoshi
Nakayoshi (なかよし, 'goede vrienden') is een maandelijks Japans shojo-mangatijdschrift. Het wordt uitgegeven door Kodansha. Het tijdschrift loopt reeds sinds december 1954 en wordt gelezen door meisjes van acht tot veertien. Het wordt verkocht met furoku (kleine cadeautjes voor de lezer). Tijdens de jaren negentig telde het gemiddeld 448 pagina's en werd het verkocht voor 400 yen. De gemiddelde oplage was toen 1,8 miljoen. In 2007 was dit cijfer teruggelopen tot 400.000.
In de jaren negentig besloot hoofdredacteur Yoshio Irie minder verhalen met als onderwerp eerste liefde te publiceren en zich meer te richten op fantasy-manga's zoals Sailor Moon. Nakayoshi hanteerde toen een "media-mixstrategie", waarbij de publicatie van het tijdschrift nauw verbonden was met de anime- en speelgoedindustrie. Het tijdschrift verschijnt op de zesde dag van de maand.